# Boris Carmi

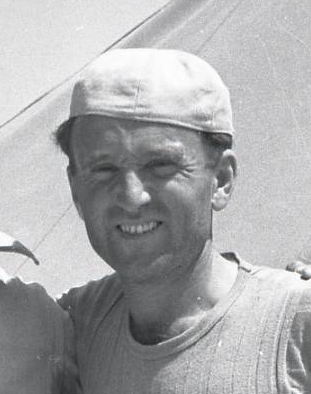
Boris Carmi, 1948

Boris Carmi (* 1. Januar 1914 in Moskau, Russisches Kaiserreich als Boris Winograd; † 18. September 2002 in Tel Aviv, Israel) war ein russisch-israelischer Fotograf. Er gilt als einer der Pioniere des israelischen Photojournalismus, der von Beginn an die Entstehung des Staates Israel dokumentierte. 

## Leben
1930, im Alter von sechzehn Jahren, verließ Carmi Moskau, um über Umwege durch Polen, Deutschland und Italien nach Paris zu gelangen. Dort studierte er an der Sorbonne Ethnologie und begann gleichzeitig zu fotografieren. 1939 ging er nach Danzig, um nach Palästina einreisen zu können. Die Genehmigung dazu erhielt er allerdings erst drei Jahre später, so dass er 1939 mit einem Frachter einwanderte. Bis er sein fotografisches Interesse zu seinem Beruf machen konnte, schlug er sich einige Jahre als Lagerarbeiter und Obstpflücker durch.
Während der Kriegszeit diente er in der britischen Armee, u. a. auch in Italien und Ägypten, wo er als Luftbildfotograf und in der Kartografie tätig war.
Als erster Fotograf der israelischen Armeezeitung BeMahaneh dokumentierte er 1948 mit eindrucksvollen Bildern den Unabhängigkeitskrieg und fungierte so als Chronist der Zeitgeschichte. Als einer der wenigen aktiven Fotografen dieser Zeit hielt er die historisch wichtigen Momente, die Zeit des Aufbaus, die Einwanderungswellen und die Konflikte jener Jahrzehnte für die Nachwelt fest. Mit seinem unprätentiösen Stil prägte er das visuelle Abbild der Frühzeit des Staates Israel, das in aller Welt bekannt wurde.
Carmi, wie er sich hebräisiert seit 1949 nannte, arbeitete für verschiedene Zeitungen und Zeitschriften, lieferte Reportagen der Einwanderer und ihres Neubeginns, aber auch markante Porträts von Künstlern und Politikern. In den Jahren 1952–1976 war er hauptsächlich in der Chefredaktion einer Tageszeitung und führend in der Israeli Press Association tätig. Immer wieder dokumentierte er in stillen, teilweise anrührenden Bildern auch den Alltag des Staates Israel mit allen seinen Besonderheiten und Widrigkeiten, brachte ab 1960 aber auch Reportagen aus dem Ausland.
Carmi blieb sein Leben lang dem Fotojournalismus treu und fotografierte noch bis kurz vor seinem Tod.

## Werk und Würdigung
Obwohl sich Carmi schon früh mit der Fotografie auseinandersetzte, war er doch Autodidakt und brachte sich alles selber bei. Sechs Jahrzehnte lang hielt er mit dem ihm eigenen Blick, der den Menschen in den Mittelpunkt stellt, die Gründung und Entwicklung des Staates Israel für die Printmedien fest. Dabei ging es ihm nie um das sensationelle Bild oder um Action, seine stillen, nie aufdringlichen Bilder machen ihn zu einem – zu Unrecht fast in Vergessenheit geratenen – Großen unter den Fotojournalisten wie Henri Cartier-Bresson, Werner Bischof oder W. Eugene Smith. Seine Porträts spiegeln das Lebensgefühl der Menschen jener Zeit der Immigration und des Aufbaus wider, das von Entwurzelung und Neuanfang, von Aufbauwillen, Streben nach Normalität, aber auch von Zukunftsangst und kulturellen Integrationsproblemen geprägt war.
Oft machte er seine Reportagen in den Auffang- und Durchgangslagern, wo Juden unterschiedlichster Kulturen eintrafen und gemeinsam zwischen Koffern, Kisten und Zelten Zwischenstation machten, egal, ob sie aus Moskau, Berlin oder Marrakesch kamen.
Stilprägend und umso eindringlicher wirkt heute beispielsweise das Bild des Krieges 1956 gegen Ägypten, wie es Carmi festgehalten hat: anstatt Kampfhandlungen, Verletzte oder Zerstörungen als Motiv zu wählen, zeigt er im harten Schlagschatten der menschenleeren weiten Wüste Sinai nur die zurückgelassenen, abgelatschten Armeestiefel eines geflohenen ägyptischen Soldaten. 
Wie fremd sich manche Immigranten anfangs vorgekommen sein mögen, sieht man greifbar in seinem Porträt eines hageren Bauern, der wie ein Fremdkörper im kargen Zimmer einer noch leeren Kleinwohnung im Kibbuz sitzt, in der nur die reichverzierte handgeschnitzte Pendeluhr an der kahlen Wand und ein karg verzierter hölzerner Bauerntisch an seine süddeutsche Herkunft erinnern, nach der er sich zurückzusehnen scheint.
Eindringlich wird die konfliktreiche Zeit der Staatsgründung in einem Bild kondensiert, das nur vordergründig einen lächelnden jungen Mann zeigt, der an einem Straßenschild jemand zu erwarten scheint: neben dem Knie hält er, halb versteckt, eine Maschinenpistole griffbereit, während das in hebräischen, arabischen und lateinischen Schriftzeichen gepinselte Straßenschild nicht nur nach Beʾer Scheva und Nachal Oz, sondern in Englisch auch knapp, aber martialisch auf "Frontier, Danger! 2,6 km" ("Grenze, Gefahr!") weist – ein Bruch der Idylle, der durch die genaue Beobachtung Carmis vorzüglich zum Ausdruck kommt.

## Ausstellungen und Veröffentlichungen
1959 hat Carmi in Tel Aviv, wo er lange lebte, seine erste Einzelausstellung. In den folgenden Jahrzehnten folgen neben dem Tagesgeschäft nicht nur weitere Ausstellungen, sondern auch Buchveröffentlichungen, z. B. eine Reihe über israelische Landschaften, ein Band mit Porträts und ein Kinderbuch "Die wunderbare Reise der Flamingos".
Für sein Lebenswerk erhält er sowohl vom Tel Aviv Museum of Art als auch vom Israel Museum in Jerusalem eine Auszeichnung. 
Carmis Werk, das ca. 60.000 Negative umfasst, ist zwar in Israel gut bekannt, für die internationale Rezeption aber publizistisch und kunsthistorisch noch kaum aufgearbeitet. So wurden erst nach seinem Tod in Berlin 2004 (Akademie der Künste) und in Frankfurt am Main 2005 (Jüdisches Museum) erstmals in einer Einzelausstellung die besten seiner Bilder außerhalb Israels der Öffentlichkeit zugänglich gemacht. Unter der Schirmherrschaft des Altbundespräsidenten Johannes Rau und des israelischen Staatspräsidenten Mosche Katzav wurden weit über hundert Bilder aus seinem Œuvre gezeigt, deren bemerkenswerte Qualität und Aussagekraft ihn als einen Großen der Fotografiegeschichte erscheinen lässt.